# Prutiwka (obwód iwanofrankiwski)
Prutiwka (ukr. Прутівка) – wieś na Ukrainie w rejonie kołomyjskim (do 2020 w rejonie śniatyńskim) obwodu iwanofrankiwskiego. Wieś liczy 1511 mieszkańców.
Znajduje się tu przystanek kolejowy Prutiwka, położony na linii Lwów – Czerniowce.

## Historia
Do 7 czerwca 1946 roku miejscowość nosiła nazwę Karłów (ukr. Карлів, Karliw).
W II Rzeczypospolitej miejscowość należała do gminy wiejskiej Mikulińce w powiecie śniatyńskim województwa stanisławowskiego. 